# Oligoclada sylvia
Oligoclada sylvia là loài chuồn chuồn trong họ Libellulidae. Loài này được Kirby mô tả khoa học đầu tiên năm 1889.